# اختبار الكريكت
اختبار الكريكت (بالإنجليزية: Cricket test)‏، ومعروف أيضا باسم اختبار تيبيت (بالإنجليزية: Tebbit test)‏، هي عبارة مثيرة للجدل جرى صياغتها عام 1990 من قِبل السياسي البريطاني المحافظ نورمان تيبيت. وتشير العبارة إلى نقص ولاء المهاجرين الأجانب وأبنائهم لفريق الكريكيت الإنجليزي. قال تيبيت إن هؤلاء المهاجرين يدعمون بلدهم الأصلية في هذه اللعبة ضد بلدهم الجديد «المملكة المتحدة».

## خلفية المنشأ
شهدت بريطانيا بعد الحرب هجرة جماعية لأشخاص من بلدان تشتهر فيها لعبة الكريكيت. ومع وجود هؤلاء المهاجرين ظهر الجدل حول ولائهم لبريطانيا.
قال تيبيت، في مقابلة مع صحيفة لوس انجليس تايمز: "هناك نسبة كبيرة من سكان بريطانيا ذوي الأصول الآسيوية تفشل في اجتياز اختبار الكريكيت، أي الفريقين ستُشجع؟ فريق المكان الذي جئت منه؟ أم فريق المكان الذي أنت فيه؟
صرَّح تيبيت لـ وودرو وايت في عام 1991 أنه لا يعتقد أن بعض الجاليات المهاجرة يمكن استيعابها، «لأن بعضهم يصر على التمسك بثقافتهم الخاصة، مثل المسلمين في برادفورد وهكذا دواليك، وأنها خطرة للغاية».

## أصل هذه العبارة
عبارة «اختبار الكريكيت» ومفهوم الولاء تلقت اهتمام الكثير من وسائل الإعلام لعدة شهور بعد تصريح تيبيت، كما جرى مناقشتها على نطاق واسع وجدال أكثر من أي وقت مضى منذ ذلك الوقت.